# Unrestricted
Albums de Da Brat
Anuthafunkdafiedtantrum
(1996) Limelite, Luv and Niteclubz
(2003)
Singles
1. That's What I'm Looking For
Sortie : 25 janvier 2000
2. What'chu Like
Sortie : 31 mars 2000

Unrestricted est le troisième album studio de Da Brat, sorti le 11 avril 2000.
L'album s'est classé 1er au Top R&B/Hip-Hop Albums et 5e au Billboard 200 et a été certifié disque de platine par la RIAA le 21 septembre 2001.

## Liste des titres
| No  | Titre                                                          | Contient un (des) sample(s) de                                                          | Durée |
| --- | -------------------------------------------------------------- | --------------------------------------------------------------------------------------- | ----- |
| 1.  | Intro (featuring Millie Jackson et Twista)                     |                                                                                         | 1:59  |
| 2.  | We Ready (featuring Jermaine Dupri et Lil Jon)                 | Strawberry Letter 23 des Brothers Johnson Love Saw It de Karyn White featuring Babyface | 4:00  |
| 3.  | What'chu Like (featuring Tyrese)                               | Love for the Sake of Love de Claudja Barry Electric Relaxation de A Tribe Called Quest  | 3:41  |
| 4.  | At the Club (Interlude)                                        |                                                                                         | 0:38  |
| 5.  | Fuck You                                                       | Tic Tic Tac de Carrapicho                                                               | 2:45  |
| 6.  | Back Up (featuring Ja Rule et Tamara Savage)                   |                                                                                         | 4:08  |
| 7.  | Hands in the Air (featuring Mystikal)                          | The Look of Love des Dells                                                              | 3:49  |
| 8.  | Runnin' Out of Time (featuring Kelly Price)                    |                                                                                         | 4:14  |
| 9.  | That's What I'm Looking For                                    |                                                                                         | 3:42  |
| 10. | Breeve on 'Em (featuring 22)                                   |                                                                                         | 3:53  |
| 11. | What's on Ya Mind (featuring 22, LaTocha Scott et Trey Lorenz) |                                                                                         | 4:08  |
| 12. | Leave Me Alone (Interlude)                                     |                                                                                         | 0:16  |
| 13. | High Come Down (featuring LaTocha Scott et Trey Lorenz)        | Love Come Down d'Evelyn « Champagne » King                                              | 3:06  |
| 14. | All My Bitches                                                 |                                                                                         | 3:57  |
| 15. | Pink Lemonade (featuring Jagged Edge)                          |                                                                                         | 3:50  |
| 16. | A Word From ... Da Bishop Don « Magic » Juan (Interlude)       |                                                                                         | 0:19  |
| 17. | Chi Town (featuring LaJoyce)                                   | Really Gonna Miss You de Tyrone Davis                                                   | 4:06  |